# Municipio de Civil Bend
El municipio de Civil Bend (en inglés: Civil Bend Township) es un municipio ubicado en el condado de Union en el estado estadounidense de Dakota del Sur. En el año 2010 tenía una población de 299 habitantes y una densidad poblacional de 3,53 personas por km².

## Geografía
El municipio de Civil Bend se encuentra ubicado en las coordenadas 42°35′24″N 96°39′12″O / 42.59000, -96.65333. Según la Oficina del Censo de los Estados Unidos, el municipio tiene una superficie total de 84.78 km², de la cual 77,54 km² corresponden a tierra firme y (8,54 %) 7,24 km² es agua.

## Demografía
Según el censo de 2010, había 299 personas residiendo en el municipio de Civil Bend. La densidad de población era de 3,53 hab./km². De los 299 habitantes, el municipio de Civil Bend estaba compuesto por el 98,33 % blancos, el 0,67 % eran asiáticos y el 1 % eran de una mezcla de razas. Del total de la población el 2,68 % eran hispanos o latinos de cualquier raza.